# Osthausen-Wülfershausen
Osthausen-Wülfershausen est une commune allemande de l'arrondissement d'Ilm, Land de Thuringe.

## Géographie
La commune est composée de deux quartiers : Osthausen et Wülfershausen.
| Elxleben              | Elleben                 | Hohenfelden |
| Alkersleben           | Osthausen-Wülfershausen | Kranichfeld |
| Bösleben-Wüllersleben | Witzleben               |             |

## Histoire
Osthausen est mentionné pour la première fois en 1271, Wülfershausen en 1268.
Les deux communes fusionnent le 16 mai 1968.

## Personnalités liées à la commune
- Max Maurenbrecher (1874-1930), pasteur et homme politique.

## Source, notes et références
- (de) Cet article est partiellement ou en totalité issu de l’article de Wikipédia en allemand intitulé « Osthausen-Wülfershausen » (voir la liste des auteurs).